# Deborah Theaker
Deborah Theaker (* 6. April 1964 in Moose Jaw, Saskatchewan) ist eine kanadische Schauspielerin.
Theaker war 1986 das erste Mal im Fernsehen zu sehen – zunächst nur in Gastauftritten und kleinen Rollen in Filmen. Von 1990 bis 1993 spielte sie erstmals eine Hauptrolle in der Fernsehserie Manic Mansion, deren Handlung sich an dem gleichnamigen Computerspiel orientierte. Für einzelne Episoden der Serie schrieb sie auch die Drehbücher.
Eine größere Rolle hatte sie 2004 in dem Film Hilfe, ich habe ein Date! an der Seite von Luke Wilson und Denise Richards. 2009 stand sie für den Kurzfilm Lushes vor der Kamera. Bei dem Film agierte sie auch als Produzentin.

## Filmografie
- 1988: Morgen fängt das Leben an (A New Life)
- 1990–1993: Maniac Mansion (Fernsehserie)
- 1994: Die Mächte des Wahnsinns (John Carpenter’s In the Mouth of Madness)
- 1996: Wenn Guffman kommt (Waiting for Guffman)
- 2001: Rat Race – Der nackte Wahnsinn (Rat Race)
- 2002: Hilfe, ich habe ein Date! (The Third Wheel)
- 2003: A Mighty Wind
- 2004: Lemony Snicket – Rätselhafte Ereignisse (Lemony Snicket’s A Series Of Unfortunate Events)
- 2006: Desperate Housewives (Fernsehserie, Folge 2x16)
- 2008: Nur über ihre Leiche (Over Her Dead Body)
- 2009: Lushes (Kurzfilm)